# Emauzy (Nikopolis)
Emauzy (řecky Níkopolis, arabsky Amwas, Imwas) je lokalita v Izraeli (mezi 3. a 7. stol. město), která se nacházela přibližně 30 km západně od Jeruzaléma na hranici mezi Judskými horami a Ajalónským údolím, blízko místa, v němž se cesta vedoucí ze středomořského přístavu Jaffo do Jeruzaléma rozdělovala na severní větev (přes Bejt Choron) a jižní větev (přes Kirjat Je'arim). Je jedním z možných míst novozákonních Emauz, kde se Ježíš po svém zmrtvýchvstání zjevil svým učedníkům.

## Historie
V době Hasmonejské vlády se Emauzy staly dominantní lokalitou Ajalónské doliny a obdržely status regionálního administrativního centra (toparchie). Podle zprávy v Lukášově evangeliu (24,13–35) zde Ježíš Kristus po svém zmrtvýchvstání „lámal dvěma svým učedníkům chléb“. Nepodával jim však chleba proměněného, svátostného, ale chléb neproměněny, nesvátostný a nejednalo se tak o slavení Eucharistie. 
Na konci římské a byzantské éry měly Emauzy status města, nazvaného Nikopolis. V raně arabském období, s příchodem muslimských dobyvatelů (v 7. stol.), bylo místu navráceno původní jméno, arabsky 'Imwás (عِمواس‎) nicméně pozbylo významu regionálního centra.
V období křižáckých výprav do Svaté země byla v Emauzích obnovena křesťanská přítomnost, současně se však začala uctívat památka na Kristovo zjevení v Emauzích také na dalších místech ve Svaté zemi: Moca (6 km od Jeruzaléma), Al-Kubajba (11 km od Jeruzaléma), Abu Goš (12 km od Jeruzaléma), Latrun. Arabská vesnice 'Imwás byla v moderní době znovu identifikována jak s biblickými Emauzy, tak s římsko-byzantskou Nikopolis následujícími vědci: Edward Robinson (1838–1852), M.-V. Guérin (1868), Clermont-Ganneau (1874), J.-B. Guillemot (1880–1887), a zároveň také díky vizi, kterou přijala blahoslavená Mariam od Ježíše Ukřižovaného z Betlémského karmelitánského kláštera, jíž v roce 1878 sám Kristus ukázal vesnici 'Imwás jako novozákonní Emauzy. Toto svaté místo bylo následně zakoupeno od muslimů Betlémským karmelitánským klášterem, byly provedeny archeologické vykopávky, a obnovily se i poutnické cesty do Emauz–Nikopole.
Arabská vesnice 'Imwás byla zcela zničena v červnu 1967 po obsazení izraelskými vojsky během Šestidenní války. Svaté místo Emauzy, nacházející se na latrúnské křižovatce cest mezi Jeruzalémem a Tel Avivem, 20 minut od Ben Gurionova letiště, však zůstalo zachováno a je dnes opět otevřeno návštěvníkům.

## Archeologie
Archeologické výzkumy v Emauzích začaly na konci 19. století a pokračují dodnes:Clermont-Ganneau (1874), J.-B. Guillemot (1883–1887), L.-H. Vincent et F.-M. Abel (1924–1930), Y. Hirschfeld (1975), M. Gichon (1978), M. Louhivuori, M. Piccirillo, V. Michel, K.-H. Fleckenstein (od roku 1994).

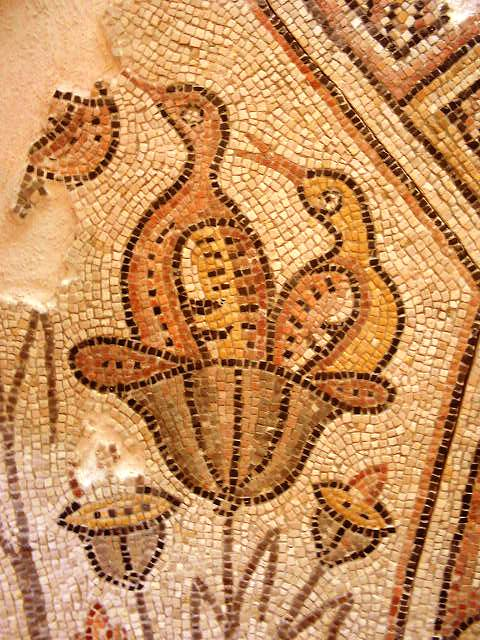
mozaika z byzantského období v bazilice v Emauzích

Během výzkumuprovedeného na území parku Canada (Ayalon) byly objeveny ruiny opevnění Emauz z hasmoneovského období spolu s římskými lázněmi ze 3. století, židovské pohřební jeskyně z 1. století, římsko-byzantský vodní system, lis na olej a hrobky. Dále na území posvátného místa Emauz byly objeveny další židovské pohřební jeskyně z 1. století a rovněž lis na olej, hrobky a mnoho předmětů z římsko-byzantského období (mince, olejové lampy, nádobí, šperky). Byla vykopána východní (zadní) trojapsidová zeď byzantského kostela s vnější křtitelnicí a barevnou mozaikou a rovněž křižácký kostel, který byl přistavěn k byzantské apsidě ve 12. století. V oblasti Emauz bylo nalezeno také několik hebrejských, samařských, řeckých a latinských nápisů vytesaných do kamene.

## Argumenty pro ztotožnění Emauz-Nikopolis s místem zmíněným v evangeliu podle Lukáše 24,13
Většina starých rukopisů Lukášova evangelia, které dnes máme k dispozici, stanovují vzdálenost mezi Jeruzalémen a Emauzy na 60 stadií (12 km). Na druhou stranu existuje několik rukopisů, které určují vzdálenost na 160 stadií (cca 30 km). Jedná se například o unciální rukopis א (Codex Sinaiticus), Θ, Ν, Κ, Π, 079 a minuskulní rukopisy 158, 175, 223, 237, 420 a rovněž stare překlady do latiny (některé rukopisy z Vetus Latina, např. Codex Sangermanensis), vysoce kvalitní rukopisy Vulgaty (včetně nejstaršího z nich Codex Fuldensis), do aramejštiny (Palestinský Evangeliář), do gruzínského a arménského jazyka. Verze stanovující vzdálenost na 60 stadií byla použita v tištěných verzích Lukášova evangelia od 16. století. Proti verzi stanovující vzdálenost na 160 stadií mluví skutečnost, že tuto vzdálenost je jen stěží možné ujít za den tam i zpět. Na druhou stranu nelze zapomínat na princip interpretace starých textů Lectio difficilior, lectio verior, který říká, že pokud zkoumáme dvě verze, za původní je třeba pokládat tu složitější, jelikož bibličtí písaři měli tendenci texty zjednodušovat a nikoliv obráceně. Důležitý je také fakt, že cestu z Jeruzaléma do Emauz a zpět je možné ujít za jeden den, což bylo potvrzeno pokusem.
Staré židovské zdroje (1. Makabejská, Josephus Flavius, Talmud a Midraš) uvádí v oblasti Jeruzaléma pouze jednu vesnici s názvem Emauzy: Emauzy poblíž údolí říčky Ajalon. Například ve Válce Židovské (4,8,1) Josephus Flavius zmiňuje, že Vespasianus umístil 5. makedonskou Legii do Emauz. Toto potvrzují archeologové, kteří objevili nápisy na náhrobních kamenech vojáků Legie v oblasti Emauz-Nikopolis, takže vesnice Emauzy skutečně existovala poblíž Ajalonského údolí v 1. století a Josephus Flavius měl na mysli právě tuto vesnici, když uváděl Emauzy ve svých spisech.
(vesnice ha-Moca nacházející se 30 stadií (asi 6 km) od Jeruzaléma je zmíněna ve středověkém řeckém rukopisu Války Židovské od Josepha Flavia pod názvem Ammaus; jedná se evidentně o omyl písaře.

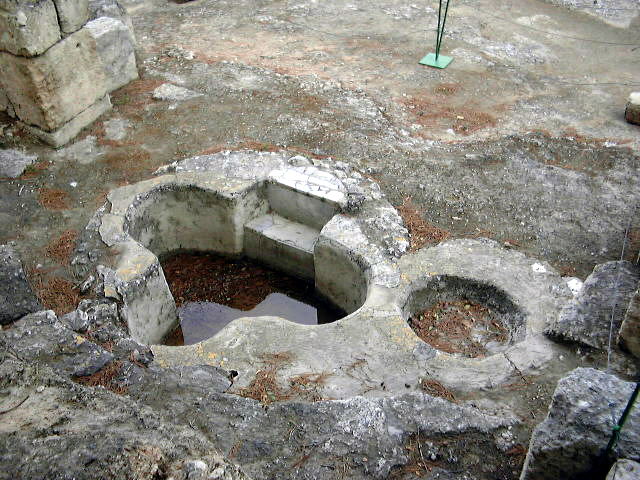
Byzantská křtitelnice (Baptisterium) v Emauzích – Nikopoli

Podle staré křesťanské tradice Církevních otců a také poutníků do Svaté Země v římsko-byzantském období je Nikopolis jednoznačně ztotožněno s Emauzy z Lukášova evangelia. (Origenes (pravděpodobně), St. Eusebius z Caesareje, St. Jeroným, Hesychius Jeruzalemský, Theophanes Zpovědnik, Sozomen, Theodosius, a jiné.
V roce 1878 měla blahoslavená Mariam Baouardy zjevení, v němž Ježíš označil 'Imwás za skutečné Emauzy. Následně bylo posvátné místo odkoupeno od muslimů karmelitánským klášterem.